# Anne-Marie Albiach
Anne-Marie Albiach (9 de agosto de 1937 - 4 de noviembre de 2012) fue una escritora y traductora francesa.
Creó con Claude Royet-Journoud la publicación Siècle à mains, y sus primeras novelas tuvieron un gran éxito, aunque no volvió a publicar nada hasta trece años después. 